# Peponium
Peponium ist eine Pflanzengattung innerhalb der Familie der Kürbisgewächse (Cucurbitaceae). Die etwa 20 Arten sind in Afrika verbreitet.

## Beschreibung

### Vegetative Merkmale
Peponium-Arten sind ausdauernde, krautige Pflanzen. Die Stängel sind niederliegend oder aufsteigend. Die Ranken sind zweiteilig. Die Blattspreiten sind einfach, häufig handförmig gelappt, und an der Unterseite verstreut mit Drüsen besetzt. 

### Generative Merkmale
Peponium-Arten sind zweihäusig getrenntgeschlechtig (diözisch).
Die männlichen Blüten stehen in seitenständigen traubigen Blütenständen zusammen, selten einzeln. Die Blütenstände sind meist von einer in der gleichen Blattachsel stehenden Einzelblüte begleitet. Die Tragblätter sind haubenförmig, häutig und drüsig.
Die Blütenröhre ist lang und annähernd zylindrisch. Die Kelchlappen sind lanzettlich. Die fünf weißen oder gelben Kronblätter sind frei oder nur kurz verwachsen und ganzrandig. Die drei Staubblätter sind alle bithekisch, oder es sind zwei Staubblätter bithekisch und eine besitzt nur eine Theka. Die Staubblätter setzen in der Blütenröhre an, die Staubfäden sind frei, die Staubbeutel jedoch zu einem schmalen, zylindrischen Kopf verwachsen. Das Konnektiv ist schmal. 
Die weiblichen Blüten stehen einzeln, ihre Blütenhülle ähnelt den männlichen. Der Fruchtknoten ist zylindrisch mit schmaleren Enden. Die zahlreichen Samenanlagen stehen horizontal. Die Narbe ist dreilappig. 
Die eiförmige bis ellipsoide Frucht ist häufig etwas geschnäbelt, glatt, dünnwandig, fleischig und zur Reife rot. Die Samen sind im Umriss oval, flach, glatt und schwarz. 

## Verbreitung
Die Gattung Peponium kommt vom tropischen bis zum südlichen Afrika, auf Madagaskar, Aldabra und auf den Seychellen vor. 

## Systematik
Die Gattung Peponium wurde 1897 durch Heinrich Gustav Adolf Engler in Nat. Pflanzenfam. Nachtr. 1 (163), S. 318. Typusart ist Peponium mackennii (Naudin) Engl.
Die Gattung Peponium gehört zur Untertribus Benincasinae aus der Tribus Benincaseae in der Unterfamilie Cucurbitoideae innerhalb der Familie Cucurbitaceae. Das Schwestertaxon ist die Gattung Lagenaria.
Die Gattung umfasst etwa 20 Arten, hier eine Auswahl:
- Peponium betsiliense Keraudren
- Peponium boivinii (Cogn.) Engl.
- Peponium caledonicum Engl.[3]: Sie kommt in Südafrika und in Lesotho vor.[4]
- Peponium chirindense Cogn.[5]
- Peponium cienkowskii Engl.
- Peponium grandidieri Keraudren
- Peponium hirtellum Keraudren
- Peponium humbertii Keraudren
- Peponium laceratum Keraudren
- Peponium leucanthum Cogn.
- Peponium mackenii Engl.
- Peponium mannii Hook.f.
- Peponium pageanum C.Jeffrey[5]
- Peponium perrieri Keraudren
- Peponium poissonii Keraudren
- Peponium racemosum Keraudren
- Peponium seyrigii Keraudren
- Peponium sublitorale C.Jeffrey & J.S.Page[3]: Dieser Endemit kommt nur auf Aldabra vor.[4]
- Peponium vogelii (Hook.f.) Engl.[5][3]: Sie kommt im tropischen Afrika und auf den Seychellen vor.[4]